# Amburbium
Amburbium o Amburbalia era il nome di una festività romana il cui scopo era la protezione della città e più precisamente delle sue mura. La sua funzione era analoga a quella dell'Ambarvalia che serviva a purificare il territorio circostante alla città. Generalmente si eseguiva in conseguenza dell'apparizione di prodigi preannuncianti calamità.
La cerimonia consisteva nel percorrere il circuito delle mura in processione portando con sé le vittime da sacrificare una volta terminato il percorso. 
Venne celebrato per l'ultima volta nel 394, quando l'augusto d'Occidente Flavio Eugenio attendeva l'attacco dell'esercito di Teodosio I, per volere di Virio Nicomaco Flaviano, responsabile della politica di restaurazione pagana dell'usurpatore: era dall'epoca di Aureliano che la cerimonia non veniva più celebrata.
Secondo Joseph Scaliger amburbium e ambarvalia erano due nomi indicanti la stessa cerimonia, ma la loro distinzione è deducibile da un passo di Flavio Vopisco nella Vita di Aureliano, dove si dice che amburbium celebratum, ambarvalia promissa, cioè "è celebrato l'amburbium e promesso l'ambarvalia". Dallo stesso passo si deduce che in quell'occasione l'amburbium fu celebrato il terzo giorno precedente le idi di gennaio (cioè l'11 gennaio).